# 佐賀市立循誘小学校
佐賀市立循誘小学校（さがしりつ じゅんゆうしょうがっこう）は、佐賀県佐賀市高木町にある公立小学校。

## 概要
歴史
1875年（明治8年）「教正小学校」として創立。現校名となったのは1947年（昭和22年）。2025年（令和7年）には創立150周年を迎える。
校名の由来
校名は、『論語』「子罕第九」にある以下の顔淵の言葉の一部から、2文字を採り名付けられた。
校章
中央に校名の頭文字である「循」の文字を配している。
校歌
歌詞中に校名の「循誘」が登場。
通学区域
佐賀市中心部の以下の町丁。
- 全域 : 大財（二・四・五・六丁目）、紺屋町、材木、高木町、田代、東佐賀町、柳町
- 一部 : 愛敬町、朝日町、今宿町、駅前中央（三丁目）、大財（一・三丁目）、大財北町、巨勢町大字牛島、呉服元町、松原（三・四丁目）

なお、本校の通学区域はすべて中学校では佐賀市立城東中学校の通学区域となる。

## 沿革
- 1875年（明治8年） - 「教正小学校」（きょうせい- ）として設立。校地は紺屋町で、元商店の建物を用いた[4][1]。
- 1884年（明治17年）9月 - 柳町に移転し、「循誘小学校」と改称。校舎を新築する[4][1]。土地は四代下村辰右衛門[5]の寄付によるもので、また建設費3,000円（当時の金額）のうち500円は佐賀市仲仕組所[6]の寄付で賄われた[4][1]。
- 1886年（明治19年）- 小学校令施行により、「高等科併置 尋常循誘小学校」に改称。
- 1891年（明治24年）- 高等科を廃止の上、「尋常循誘小学校」と改称。高等科は統合により、高等成章小学校へ移管される。
- 1892年（明治25年）- 「循誘尋常小学校」に改称。
- 1912年（明治45年）3月 - 高木町（現在地）に移転改築。校地のほとんどは佐賀郡巨勢村の田畑を転用した。校門付近が高木町のため住所は前記の通り定まった。また、呉服町馬責馬場などの通学区域が勧興小から当校に移る[4][1]。
- 1925年（大正14年） - 校門から南方に通学路として直線道路が完成。新設された橋には「循誘橋」「記念橋」などと名付けられている[4][1]。
- 1941年（昭和16年）4月1日 - 国民学校令施行により、「佐賀市 循誘国民学校」と改称。尋常科を初等科に改める。
- 1947年 - 学制改革（学校教育法（6・3制））施行により、「佐賀市立循誘小学校」（現校名）と改称。
- 1964年（昭和39年）3月 - 給食室を新築。
- 1970年（昭和45年）6月 - 鉄筋コンクリート造3階建て南校舎が完成。
- 1972年（昭和47年）3月 - 体育館が完成。
- 1975年（昭和50年）11月 - 創立100周年記念式典を挙行。
- 1987年（昭和62年）3月 - 鉄筋コンクリート造3階建て北校舎が完成。
- 1988年（昭和63年）3月 - 給食室を改築。
- 1994年（平成6年）3月 - プールが完成。
- 2005年（平成17年）2月 - 佐賀市学校版環境ISOに認定される。
- 2011年（平成23年）9月 - 新体育館が完成。
- 2012年（平成24年）7月 -  アメリカ合衆国グレンズフォールズ市より国際交流のため来校。
- 2014年（平成26年）3月 - 体育館屋上に太陽光発電パネルを設置。
- 2015年（平成27年）
  - 10月 - 四季の庭が完成。
  - 11月 - 創立140周年記念式典および管理棟校舎大規模改修落成記念式を挙行。
- 2017年（平成29年）1月 - 憩いの池が完成。

## 交通
最寄りの鉄道駅
- JR九州 長崎本線 「佐賀駅」からタクシーで10分・徒歩25分。

最寄りのバス停留所
- 佐賀市営バス「材木橋」停留所から10分、「片田江」停留所から20分[7]。

## 周辺
- 佐賀市立城東中学校
- 佐賀市立勧興小学校
- 牛嶋天満宮

## 著名な出身者
- 筑紫美主子（佐賀にわか役者）

## 関連事項
- 佐賀県小学校一覧